# Al Unser Jr.

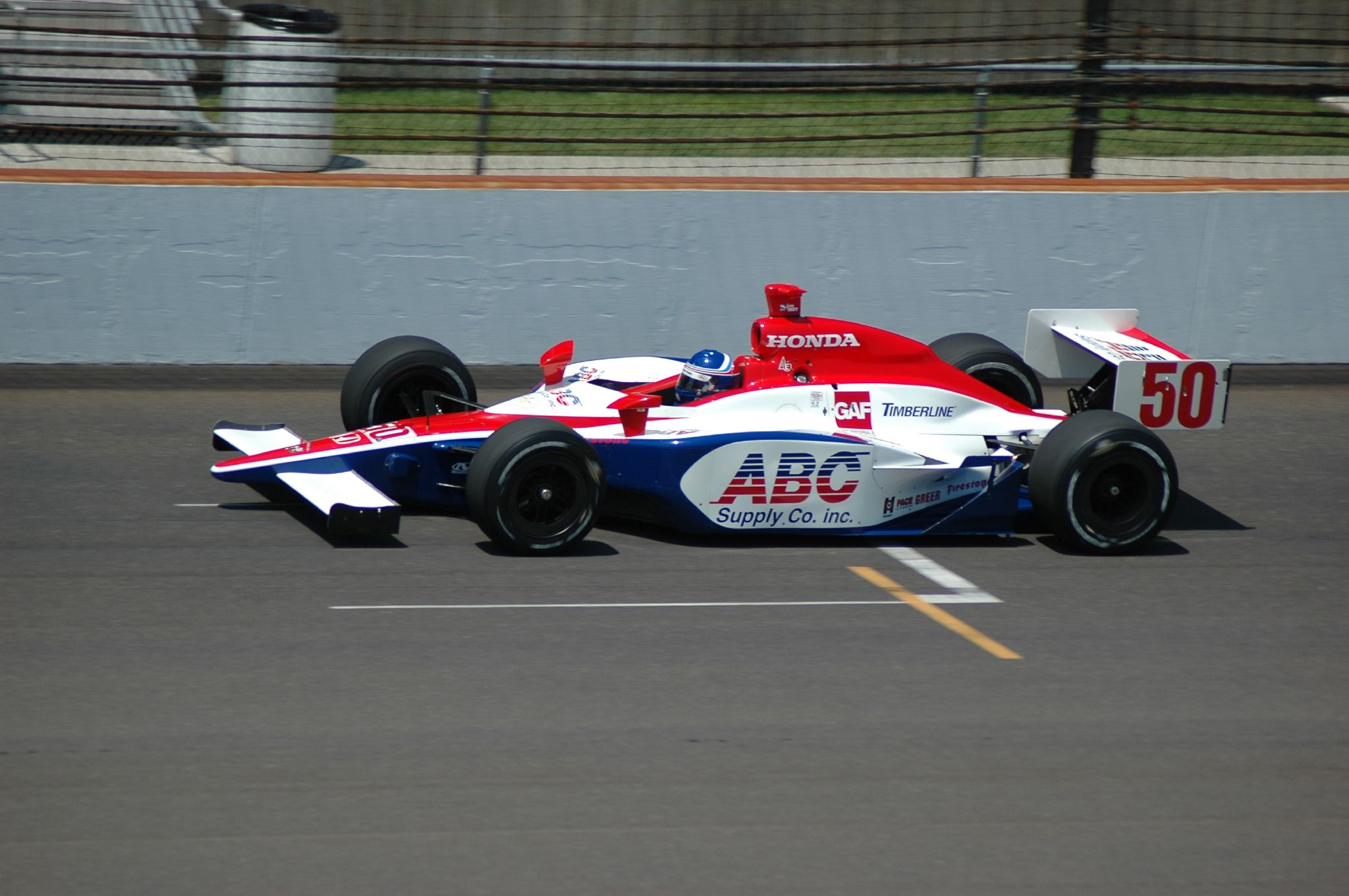
Al Unser Jr podczas treningu przed Indianapolis 500 2007

Al Unser Jr., właści Alfred Unser Jr. (ur. 19 kwietnia 1962 w Albuquerque) – amerykański kierowca wyścigowy.
Pochodzi z rodziny o tradycjach wyścigowych, związanej głównie z serią IndyCar. Syn Ala Seniora, bratanek Bobby’ego Unsera. Jego dziadek, dwaj kuzyni oraz syn Al III również startowali lub nadal startują w wyścigach samochodowych.
W 1981 roku został mistrzem Formuły SuperVee, rok później zdobył tytuł w serii Can-Am, po czym przeniósł się do IndyCar, gdzie odnosił największe sukcesy.

## CART
Dwukrotnie został mistrzem CART (1990, 1994), również dwa razy triumfował w Indianapolis 500 (1992, 1994).
Łącznie w latach 1983–1999 wziął udział w 273 wyścigach CART. Wygrał 31, natomiast 7 razy startował z pole position.
Reprezentował barwy zespołów Forsythe Racing (1982), Galles Racing (1983–1984 oraz 1988–1993), Doug Shierson Racing (1985–1987) oraz Penske Racing (1994–1999).
Wygrywając Michigan 500 w 1990 roku ustanowił ówczesny rekord średniej prędkości wyścigu IndyCar (305 271 km/h). Do dziś jest to najszybszy wyścig na dystansie 500 mil w historii sportu amerykańskiego (rekord bezwzględny od 2003 roku należy do Sama Hornisha Jr., 333 368 km/h w 400-milowym wyścigu na torze w Fontana).
Ponadto Unser Jr. dzierży rekord najmniejszej, zwycięskiej, przewagi na mecie Indianapolis 500. W 1992 roku pokonał Scotta Goodyeara o zaledwie 0.043 sekundy.

## Indy Racing League
Po zakończeniu kariery w CART, przeniósł się do konkurencyjnej serii Indy Racing League. Tamże w latach 2000–2007 startował w 56 wyścigach, odniósł trzy zwycięstwa. Ostatnim pełnym sezonem w jego wykonaniu był 2004, potem jeszcze dwa razy wziął udział w Indianapolis 500.

## Życie prywatne
Dwukrotnie żonaty, z Shelley (1982–2001, dwie córki: Cody, Shannon, syn Al III) oraz Giną Soto (od 2004).
Od połowy lat 90. walczył z uzależnieniem od alkoholu. Do tego doszła przemoc wobec żony Shelley, która w 1998 roku złożyła pozew rozwodowy. Rozstanie odwlekło się w czasie wskutek poważnej choroby córki Cody, która od 1999 roku cierpi na poprzeczne zapalenie rdzenia kręgowego (obecnie porusza się na wózku inwalidzkim).
W 1982 roku starsza siostra Ala Juniora, 21-letnia Debbie zginęła w wyścigu pojazdów buggy.
W 2007 roku publicznie przyznał się do alkoholizmu.

## Starty w Indianapolis 500
| Rok  | Nadwozie | Silnik         | Start | Wynik | Uwagi                          |
| ---- | -------- | -------------- | ----- | ----- | ------------------------------ |
| 1983 | Eagle    | Cosworth       | 5     | 10    | Brak paliwa                    |
| 1984 | March    | Cosworth       | 15    | 21    | Pompa wodna                    |
| 1985 | Lola     | Cosworth       | 11    | 25    | Ciśnienie oleju                |
| 1986 | Lola     | Cosworth       | 9     | 5     |                                |
| 1987 | March    | Cosworth       | 22    | 4     |                                |
| 1988 | March    | Chevrolet      | 5     | 13    |                                |
| 1989 | Lola     | Chevrolet      | 8     | 2     | Kolizja z Emersonem Fittipaldi |
| 1990 | Lola     | Chevrolet      | 7     | 4     |                                |
| 1991 | Lola     | Chevrolet      | 6     | 4     |                                |
| 1992 | Galmer   | Chevrolet      | 12    | 1     |                                |
| 1993 | Lola     | Chevrolet      | 5     | 8     |                                |
| 1994 | Penske   | Ilmor-Mercedes | 1     | 1     |                                |
| 1995 | Lola     | Ilmor-Mercedes |       |       | Nie zakwalifikował się         |
| 2000 | G-Force  | Oldsmobile     | 18    | 29    | Przegrzanie silnika            |
| 2001 | G-Force  | Oldsmobile     | 19    | 30    | Wypadek                        |
| 2002 | Dallara  | Chevrolet      | 12    | 12    |                                |
| 2003 | Dallara  | Toyota         | 17    | 9     |                                |
| 2004 | Dallara  | Chevrolet      | 17    | 17    |                                |
| 2006 | Dallara  | Honda          | 27    | 24    | Wypadek                        |
| 2007 | Dallara  | Honda          | 25    | 26    |                                |